# Claudia Fernández
Claudia Fernández Sánchez (* 28. Februar 2006 in Madrid) ist eine spanische Padelspielerin. Sie spielt auf der rechten Seite und seit Juli 2025 zusammen mit Beatriz González, die links spielt.

## Sportliche Laufbahn
Im Jahr 2022 spielte sie ihre ersten Turniere an der Seite von Araceli Martínez. 2023 erreichte sie mit Julieta Bidahorria einen Platz unter den Top 15. 2024 bot sich Fernández mit nur 17 Jahren die größte Chance ihrer Karriere, mit Gemma Triay zu spielen, die sich gerade von Marta Ortega getrennt hatte. Auf diese Weise schaffte sie es mit einer dreimaligen Weltranglistenersten, zum drittbesten Paar aufzusteigen. Mit 18 Jahren und 3 Monaten wurde sie die jüngste Spielerin der Geschichte, die einen Titel beim P1 in Chile gewann. Mit den im Turnier erzielten Punkten gelangte sie in die Top 10 der Weltrangliste der International Padel Federation.

## Siege beim Premier Padel
| Nr. | Jahr | Turnier           | Kategorie | Partnerin    | Gegner                          | Ergebnis             |
| --- | ---- | ----------------- | --------- | ------------ | ------------------------------- | -------------------- |
| 1.  | 2024 | Santiago de Chile | P1        | Gemma Triay  | Lucía Sainz Patricia Llaguno    | 6:1, 6:4             |
| 2.  | 2024 | Bordeaux          | P2        | Gemma Triay  | Marta Ortega Verónica Virseda   | 7:5, 7:5             |
| 3.  | 2024 | Madrid            | P1        | Gemma Triay  | Delfina Brea Beatriz González   | 6:2, 2:1 (Aufgabe*)  |
| 4.  | 2024 | Valladolid        | P2        | Gemma Triay  | Ariana Sánchez Paula Josemaría  | 6:3, 6:2             |
| 5.  | 2024 | Acapulco          | Major     | Gemma Triay  | Marta Ortega Sofia Araújo       | 6:7, 6:1, 6:4        |
| 6.  | 2024 | Mailand           | P1        | Gemma Triay  | Delfina Brea Beatriz González * | 6:75, 5:2 (Aufgabe*) |
| 7.  | 2025 | Asunción          | P2        | Bea González | Gemma Triay Delfina Brea        | 7:6, 3:6, 6:2        |
| 8.  | 2025 | Málaga            | P1        | Bea González | Marta Ortega Tamara Icardo      | 6:2, 6:1             |

* wegen Verletzung